# JSD Band
JSD Band — шотландская келтик-рок-группа, получившая своё название от имён трех членов-основателей: Jim Divers, Sean O’Rourke и Des Coffield. Группа выпустила пять полноформатных альбомов и несколько синглов. Одна из наиболее перспективных фолк-рок-групп начала 1970-х годов, однако, по заявлению Allmusic, не оправдавшая свой потенциал. Несмотря на то, что они стали известны наряду с Fairport Convention, Pentangle и Steeleye Span, группа распалась в июле 1974 года.
Сформировавшись в Глазго в 1969 году, JSD Band стала регулярно выступать в фолк-клубах Шотландии. Электрифицированная смесь из традиционных ирландских, шотландских, американских и английских мелодий и песен привлекла большое внимание. В турах по Европе и Северной Америке JSD Band делила сцену с такими топовыми рок-исполнителями, как  Status Quo, Sly & the Family Stone, Джонни Винтер, Лу Рид, Джоан Арматрейдинг и Average White Band. После издания дебютного альбома Country of the Blind (1971) группу заметил Джон Пил, который принялся активно продвигать её и даже написал текст для обложек 2-го и 3-го альбомов. Пик популярности наступил после выхода второго альбома JSD Band (1972), который был продан тиражом более 20 000 экземпляров. Однако третий альбом Travelling Days (1973) не смог достичь уровня продаж своего предшественника. После издания еще трёх синглов "Sarah Jane," "Sunshine Of Life" и "Hayes And Harlington Blues" группа распалась в 1974 году. В конце 1990-х они вновь воссоединились для издания более зрелого материала на альбомах For the Record (1997) и Pastures of Plenty (1998). Причём For the Record получился более акустическим, а для Pastures of Plenty характерно более электрическое звучание, как в 1970-х.

## Дискография
- Country of the Blind (1971) - Regal Zonophone
- JSD Band (1972) - Cube
- Travelling Days (1973) - Cube
- For the Record (1997) - KRL
- Pastures of Plenty (1998) - KRL

## Видеоклипы
JSD Band - Young Waters (слайд-шоу)